# Kjersti Buaas
Kjersti Østgaard Buaas (* 5. Januar 1981 in Trondheim) ist eine ehemalige norwegische Snowboarderin. Sie nahm 2002, 2006, 2010 und 2014 an Olympischen Winterspielen teil. Bei den Olympischen Winterspielen in Turin 2006 gewann Buaas die Bronzemedaille in der Halfpipe.

## Karriere
Ihr internationales Debüt gab Kjersti Buaas bei den Snowboard-Juniorenweltmeisterschaften 1999 auf der Seiser Alm. Dort gewann sie in der Halfpipe die Silbermedaille. In der Folge nahm sie am Snowboard-Weltcup teil und erreichte Platzierungen in den Top 20. Bei den Snowboard-Weltmeisterschaften 2001 in Madonna di Campiglio erreichte Buaas am 27. Januar 2001 den 14. Platz. Ihren ersten Weltcup-Sieg konnte Kjersti Buaas am 7. September 2001 in Valle Nevado feiern. Sie nahm an den Olympischen Winterspielen 2002 in Salt Lake City teil. Bei den Snowboard-Wettbewerben, die in Park City ausgetragen wurden, erreichte Buaas den vierten Platz in der Halfpipe. In der Folge konnte Kjersti Buaas einige Top-Ten-Platzierungen im Snowboard-Weltcup erreichen, unter anderen den Sieg am 7. Dezember 2002 in Tandådalen. Bei den Snowboard-Weltmeisterschaften 2005 im kanadischen Whistler belegte Kjersti Buaas erneut den 14. Platz, wie schon vier Jahre zuvor. Bei den Olympischen Winterspielen 2006 in Turin nahm Kjersti Buaas an dem in Bardonecchia ausgetragenen Snowboard-Wettbewerb in der Halfpipe teil. Als Drittplatzierte gewann sie dabei die Bronzemedaille. Am 2. November 2007 gewann Buaas in Saas-Fee den dritten Weltcup-Wettbewerb in ihrer Karriere. Bei den Olympischen Winterspielen 2010 erreichte sie in der „Halfpipe“ nur den 22. Rang, steigerte sich aber bei den Snowboard-Weltmeisterschaften 2012 in Oslo, wo sie in der „Slopestyle“ den 6. Platz und in der „Halfpipe“ den 12. Platz.
Neben der sportlichen Betätigung widmet sich Buaas auch Charity-Aufgaben (Buaas war Athletenbotschafterin der Entwicklungshilfeorganisation Right to Play), nimmt als Frauenbotschafterin an Freeride World Touren teil und beschäftigt sich mit Yoga, Ernährung, Meditation und Fitness.